# 이구 (1494년)
종성령 이구(鍾城令 李球, 1494년 ~ 1573년)는 조선시대 중기의 왕족이자 성리학자이다.본관은 전주(全州)이고 자는 숙옥(叔玉), 호는 연방(蓮坊)이다. 다른 이름은 황(璜)이다.
효령대군의 증손이며 생육신 성담년의 외손자이다. 그밖에 학역재 정인지, 형제정승경재 이기, 용재 이행 등과도 친인척간이다. 화담 서경덕의 문인이다.

## 생애
태종의 차남 효령대군 보의 증손으로, 할아버지는 안강도정 이간이고 아버지는 개산부수와 개산수를 지내고 개산부정에 추증된 이효지이며 어머니는 창녕성씨로 생육신의 한 사람인 성담년의 딸이다. 아버지 개산수 이효지는 안강도정 이간의 서자였다. 어머니 쪽으로는 생육신 성담수는 외종조부이고, 사육신 성삼문은 어머니 성씨의 당숙이 된다.
형제 정승인 경재 이기, 용재 이행, 이권 등은 당이모의 아들들로 이재종간이 된다.
자는 숙옥이고 호는 연방이다. 선원록에는 이름이 황(璜)으로 나타나는데 이황이었다가 이구로 개명한 것인지  이구였다가 이황으로 개명했는지 여부는 다소 불획실하다.
초기의 자세한 행적은 알려지지 않았다. 엄용공의 문하에서 글을 배우다가 뒤에 윤덕의 문하생이 되어 주역 등을 배웠다. 뒤에 화담 서경덕의 문하에서 배웠으며, 초당 허엽 등과 가깝게 지내며  독서 담론하였다. 그가 서경덕의 문하에서 화담집 문인록과 성호이익의 성호사설에 나타난다. 후일 이와 기의 근원이 서로 다르다는 퇴계 이황의 이기이원론을 반박하고 심무체용을 주장하여 논쟁을 하기도 했다.
부인은 하동정씨로 세종~세조 때의 재상이자학자인 학역재정인지의 손녀이고 하성위 정현조의 딸로,의숙공주 사후에 재혼한 이징의 딸 우계이씨 소생이다.
1566년(명종 21) 교화를 밝히고 역학(易學)을 강(講)하게 하라는 상소를 올렸다. 1570년(선조 3) 7월 상소를 올려 을사사화의 원흉들을 처벌하고 억울한 이들의 신원을 청하였다.
그의 만년의 행적은 미상이고, 이황, 이이의 저서들을 통해 알려지게 되었다. 최종 관직은 창선대부에 이르렀다. 사망일자와 사망지는 미상이고, 사후 경기도 광주군 판교(현, 성남시 분당구 판교)에 묻혔으나 묘지 역시 실전되어 미상이다.

## 가족 관계
- 할아버지 안강도정 이간
- 할머니 이름 미상, 안강도정의 첩
- 아버지 개산부정 이효지
- 어머니 창녕성씨, 교리 증 대사헌 생육신 성담년의 딸
  - 형 길성령 이완(吉城令 李琬)
  - 형 경성령 이박(鏡城令 李璞)
- 부인 하동정씨, 정현조의 딸
  - 아들 이성(李誠)
  - 아들 이부(李溥)
- 첩 이름 미상
  - 서자 이무생(李戊生)
  - 서자 이기생(李己生)

- 외증조부 성희
  - 외종조부 성담수
- 외조부 성담년

- 처조부 정인지
- 장인 정현조
- 장모 우계이씨, 전직 이징의 딸

## 같이 보기
- 효령대군
- 안강도정
- 사육신
- 생육신
- 성담년
- 성담수
- 성삼문
- 정현조
- 정인지
- 이기
- 이행

## 참고 자료
- 명종실록
- 화담집
- 퇴계집
- 숙헌집
- 정현조묘비문